# Liste du patrimoine immobilier exceptionnel de la Wallonie
La liste du patrimoine immobilier exceptionnel de la Wallonie est établie par arrêté du Gouvernement wallon. Au 26 octobre 2016, elle reprenait 218 biens, et 12 biens supplémentaires depuis le 12 mai 2022, soit 230 biens actuellement.
 (mai 2022).

## Province du Brabant wallon
| Commune | Bien                                                     | Parties concernées | Date du classement | Typologie | Géolocalisation                   | Illustration |
| --- | -------------------------------------------------------- | --- | --- | --------- | --------------------------------- | ------------ |
| Beauvechain/L’Ecluse | Ferme de Wahenges                                        | Comme monument: façades et toitures des bâtiments de la ferme, charpentes du logis, de la grange et de la remise; à l'intérieur du logis: les voûtes, la chapelle et l'autel ainsi que le papier peint panoramique de la salle à manger Comme site: Site de la ferme des Wahenges et les terrains environnants                                  | classé comme monument et site le 26 septembre 1994                                                                           | B6/E      |                                   |              |
| Beauvechain/Tourinnes-la-Grosse                                                                                                   | Église Saint-Martin                                      | La totalité de l'église | classé comme monument le 5 décembre 1946                                                                                     | D         | 50° 46′ 41,73″ N, 4° 44′ 49,29″ E |              |
| Braine-l'Alleud/Ophain-Bois-Seigneur-Isaac                                                                                        | Chapelle du Saint-Sang et château de Bois-Seigneur-Isaac | Comme site: l'ensemble formé par le château, la chapelle, le parc avec les douves, les bâtiments de l'abbaye et la ferme, tel que repris dans l'arrêté de classement du 2 fevrier 1944 Comme monument: l'intérieur de la chapelle du Saint-Sang                                                                                                 | classé comme site le 2 février 1944, comme monument et site le 6 novembre 1969, et comme site (extension) le 15 janvier 1991 | B2/D/E    |                                   |              |
| Braine-l'Alleud/Lasne/Waterloo | Champ de bataille de Waterloo                            | Comme site: la totalité du champ de bataille de 1815, tels que circonscrit dans la loi du 26 mars 1914 et dans l'arrêté du 12 mai 2015 Comme monument: Immeuble au pied de la butte dit « panorama de la bataille de Waterloo » : façade et toiture de la rotonde; peinture panoramique; aménagement scénique et avant-scènes                   | classé comme site le 26 mars 1914 et le 12 mai 2015, ainsi que comme monument le 24 février 1998 et le 26 août 2008          | B3/C      |                                   |              |
| Braine-le-Château | Pilori de Braine-le-Château                              | Ensemble du monument | classé comme monument le 21 décembre 1936                                                                                    | C         |                                   |              |
| Chastre/Cortil-Noirmont | Tumuli de Noirmont                                       | L’ensemble formé par le tumulus au lieu-dit « Champ des Tombes », et les terrains environnants | classé comme monument et site le 5 avril 1972                                                                                | A2        |                                   |              |
| Chaumont-Gistoux/Longueville | Église Notre-Dame de l’Assomption                        | La totalité de l'orgue, buffet et instrument | classé comme monument le 7 juin 1990                                                                                         | D         | 50° 42′ 08,53″ N, 4° 44′ 22,14″ E |              |
| Chaumont-Gistoux | Deux Tumuli (Tumuli de Bonlez)                           | Les tumulus et les terrains environnants | classé comme monument et site le 25 novembre 1971                                                                            | A2        |                                   |              |
| Court-Saint-Étienne | Mausolée des comtes Goblet d’Alviella                    | La totalité du monument funéraire Goblet d'Alviella dans le cimetière communal | classé comme monument le 23 septembre 1988                                                                                   | D         |                                   |              |
| Grez-Doiceau/Bossut-Gottechain | Orgue de l'Église Notre-Dame de l’Assomption             | La totalité de l'orgue, buffet et instrument | classé comme monument le 3 octobre 1974                                                                                      | D         |                                   |              |
| Incourt/Glimes | Site archéologique de tumulus                            | L'ensemble formé par le tumulus de Glimes et les terrains environnants | classé comme monument et site le 17 juin 1971                                                                                | A2        |                                   |              |
| Jodoigne | Église Saint-Médard                                      | L'ensemble à l’exception de l’orgue et du mobilier | classé comme monument le 21 décembre 1936                                                                                    | D         |                                   |              |
| Jodoigne/Jauchelette | Ferme de la Ramée                                        | Les façades et toitures des bâtiments antérieur au XVIIIe siècle bordant la cour | classé comme monument et site le 27 janvier 2012, arrêté abrogeant celui du 27 février 1980                                  | E         |                                   |              |
| Jodoigne/Jodoigne-Souveraine | Château de Jodoigne-Souveraine                           | Les façades et toitures du château, les parties intérieurs suivantes: les voûtes et leurs supports du rez-de-chaussée des ailes sud et ouest, les fours à pains de l'aile sud, et la galerie des portraits constituant le décor mural de la salle à manger de l'aile ouest ; le petit pavillon implanté au nord et le mur de clôture du château | classé comme monument le 11 mars 2021                                                                                        | E         |                                   |              |
| La Hulpe | Domaine Solvay                                           | L'ensemble formé par le domaine de Solvay et le domaine de Nysdam | classé comme site le 10 juin 1963 et le 13 janvier 1977 et comme monument le 29 août 1990 (pompe à bras)                     | B2        |                                   |              |
| La Hulpe+Auderghem, Duysbourg, Hoeilaart, Rhode-Saint-Genèse, Tervuren, Uccle, Waterloo, Watermael-Boitsfort, Woluwe-Saint-Pierre | Forêt de Soignes                                         | L'ensemble composant la Forêt de Soignes, tel que repris dans l'arrêté du 2 décembre 1959 | classé comme site le 2 décembre 1959 · Patrimoine mondial                                                                    | B5        |                                   |              |
| Nivelles | Collégiale Sainte-Gertrude                               | La collégiale romane Sainte-Gertrude à l'exception de l'avant-corps, de l'orgue et du mobilier, mais y compris la Chaire de Vérité | classé comme monument le 5 mars 1936                                                                                         | D         | 50° 35′ 51″ N, 4° 19′ 24,6″ E     |              |
| Orp-Jauche/Folx-les-Caves | « Grottes » de Folx-les-Caves                            | L'ensemble des anciennes carrières souterraines de Folx-les-Caves | classé comme site le 8 juillet 1993                                                                                          | B7        |                                   |              |
| Ramillies/Grand-Rosière | Tumulus dit "Tombe d’Hottomont"                          | Le tumulus dit « Tombe d’Hottomont » ainsi que les terrains environnants | classé comme monument et site le 17 juin 1971                                                                                | A2        |                                   |              |
| Rixensart | Château des Princes de Mérode                            | Les façades et toitures du château, à l’exclusion des dépendances et de l’église Sainte-Croix | classé comme monument le 15 mai 1964                                                                                         | E         |                                   |              |
| Villers-la-Ville | Ruines de l'abbaye de Villers                            | Comme monument: les ruines de l'abbaye Comme site: les ruines de l'abbaye cistercienne et les terrains environnants | classé comme monument et site le 23 mai 1972 et comme site 16 septembre 1991                                                 | A1/B3/D   |                                   |              |
| Walhain/Tourinnes-Saint-Lambert                                                                                                   | Deux tumuli au lieu-dit "Les Tombes"                     | L'ensemble formé par les deux tumuli dits de Libersart et les terrains environnants | classé comme monument et site le 5 avril 1972 et le 7 juillet 1976                                                           | A2        |                                   |              |
| Wavre/Basse-Wavre | Villa romaine                                            | Les vestiges de l'ancienne villa romaine, pour leur intérêt archéologique | classé comme site le 6 novembre 1961                                                                                         | A1        |                                   |              |

## Province de Hainaut
| Commune                                   | Bien                                                                             | Parties concernées | Date du classement | Typologie | Géolocalisation                   | Illustration |
| ----------------------------------------- | -------------------------------------------------------------------------------- | --- | --- | --------- | --------------------------------- | ------------ |
| Ath                                       | Tour de Burbant                                                                  | La totalité de la Tour de Burbant | classé comme monument le 16 octobre 1975                                                                                         | E         |                                   |              |
| Ath/Houtaing                              | Mausolée d’Oultremont                                                            | L'ensemble du mausolée d'Outremont, dit aussi Chapelle Notre-Dame du Refuge | classé comme monument, ensemble architectural et site le 23 juillet 1993                                                         | D         |                                   |              |
| Belœil                                    | Château des Princes de Ligne et domaine de Belœil                                | Comme site: l'ensemble du Domaine de Beloeil, formé par le château des Princes de Ligne avec ses dépendances, le parc avec ses étangs, allées, jardins et pavillons, etc. tels que repris dans l'arrêté du 20 juin 1949 Comme monument: le jardin classique, le potager et le jardin anglais du château de Belœil | classé comme site le 20 juin 1949 et comme monument (jardin classique) le 9 décembre 1993                                        | B2/E      | 50° 33′ 04″ N, 3° 43′ 49″ E       |              |
| Binche                                    | Anciens remparts                                                                 | Les anciens remparts de la ville de Binche | classé comme monument le 20 octobre 1947                                                                                         | E         |                                   |              |
| Binche                                    | Hôtel de Ville avec beffroi                                                      | L’hôtel de ville incorporant le beffroi | classé comme monument le 15 janvier 1936 · Patrimoine mondial (beffroi)                                                          | C         |                                   |              |
| Binche/ Bray                              | Église Notre-Dame du Travail                                                     | Totalité de l'édifice (en ce compris le mobilier et la décoration de style Art Déco) | classé comme monument le 6 avril 2012                                                                                            | D         |                                   |              |
| Boussu                                    | Ruines de l'Ancien château de Boussu                                             | Comme monument: les parties Renaissance du châtelet d’entrée dû à Jacques Dubrœucq Comme site: l’ensemble formé par les ruines du château Renaissance, le châtelet d’entrée et les abords, tels que repris dans l’arrêté du 20/06/1988 | classé comme monument et site le 20 juin 1988                                                                                    | A1/E      | 50° 26′ 13,1″ N, 3° 47′ 41,97″ E  |              |
| Boussu                                    | Eglise Saint-Gery (Chapelle funéraire des seigneurs)                             | L’intérieur de la chapelle seigneuriale, avec mausolées et gisants | classé comme monument le 15 décembre 1970                                                                                        | D         |                                   |              |
| Boussu                                    | Grand Hornu                                                                      | Comme monument: les anciens bâtiments industriels dits « Le Grand Hornu » Comme site: l’ensemble formé par les bâtiments dits « Le Grand Hornu » et les terrains environnants, tels que repris dans l’arrêté du 11/03/1993 Comme ensemble architectural: la cité ouvrière, le « château » et les places environnantes | classé comme monument et site le 11 mars 1993 et comme ensemble architectural le 22 août 2011 · Patrimoine mondial               | B4/F/G    | 50° 26′ 07,1″ N, 3° 50′ 21,98″ E  |              |
| Brugelette                                | Château d'Attre                                                                  | Comme monument: les façades et toitures du château ainsi que les espaces intérieurs suivants : le vestibule et son oratoire, le grand salon d’été, la pièce où se loge le grand escalier, le salon chinois (y compris tentures et sièges d’origine), le salon des archiducs (y compris les sièges d’origine), la chambre de Marie-Christine et son boudoir, le salon d’hiver, la salle à manger et, à l’étage, la bibliothèque et la salle de jeux; les façades, les murs-écrans et les toitures des deux pavillons d’entrée; le rocher artificiel Comme site: l’ensemble formé par le château, son parc et le rocher artiﬁciel | classé comme monument et site le 17 octobre 1962 et comme site le 19 juillet 2002                                                | B2/E      |                                   |              |
| Charleroi                                 | Hôtel de ville                                                                   | Le beffroi, les façades et toitures de l’hôtel de ville ainsi que les intérieurs d’origine | classé comme monument le 9 septembre 2001 · Patrimoine mondial (beffroi)                                                         | C         | 50° 24′ 44,9″ N, 4° 26′ 36,91″ E  |              |
| Charleroi/Marcinelle                      | Bois du Cazier                                                                   | Comme monument: divers bâtiments du charbonnage, tels que repris dans les arrêtés des 28/05/1990 et 22/08/2011 Comme site: l’ancien charbonnage et ses abords, comprenant le Terril Saint-Charles, à l’exception du cimetière de Marcinelle | classé comme monument et site le 28 mai 1990 et le 22 août 2011 · Patrimoine mondial                                             | B4/F      |                                   |              |
| Charleroi                                 | Hall d'honneur du Bâtiment Gramme à l'Université du Travail de Charleroi         | Le hall d'honneur et les trois vitraux surplombant l'entrée principale. | classé comme monument le 16 juin 2004                                                                                            | I         |                                   |              |
| Chimay                                    | Théâtre du Château des Princes de Chimay                                         | La totalité du théâtre du Château des Princes de Chimay | classé comme monument le 24 décembre 1958                                                                                        | E         | 50° 02′ 53″ N, 4° 18′ 43″ E       |              |
| Chimay/Lompret                            | Le Franc Bois                                                                    | L'ensemble formé Le Franc Bois et ses abords | classé comme site le 22 octobre 1982                                                                                             | B5        |                                   |              |
| Écaussinnes/Écaussinnes-Lalaing           | Château fort d'Écaussinnes-Lalaing                                               | Comme monument: le château-fort et le jardin potager Comme site : l’ensemble formé par le château, le jardin potager, la ferme fortifiée et les abords. | classé comme monument le 5 avril 1972 et comme monument et site le 8 septembre 1983                                              | B2/E      |                                   |              |
| Écaussinnes/Écaussinnes-d'Enghien         | Château de la Follie                                                             | Les vitraux et le décor peint de la chapelle du XVIe siècle | classé comme site le 7 juillet 1976                                                                                              | I         |                                   |              |
| Enghien+ Silly/Hoves                      | Parc du château d’Arenberg                                                       | Comme monument: Le pavillon des Sept Etoiles et le pavillon au décor chinois Comme site : l’ensemble formé par le château, les dépendances et le parc, à l’exclusion du golf | classé comme monument et site le 20 novembre 1972 et le 21 septembre 1989                                                        | B2/E      |                                   |              |
| Enghien/Marcq                             | Église Saint-Martin de Marcq                                                     | La totalité de l’orgue, buffet et instrument | classé comme monument le 1er juin 1945                                                                                           | D         |                                   |              |
| Estinnes/Vellereille-les-Brayeux          | ancienne abbaye de Bonne-Espérance                                               | Les parties du XIIIe au XVIIIe siècle de l’ancienne abbaye, y compris l’église abbatiale due à l’architecte Dewez et la ferme abbatiale | classé comme monument le 22 janvier 1973                                                                                         | D         |                                   |              |
| La Louvière/Houdeng-Aimeries              | Bois-du-Luc                                                                      | Comme ensemble architectural: le charbonnage, la Cité ouvrière et tous les autres bâtiments du Bois-du-Luc tels que repris dans les arrêtés des 20/06/1996 et 22/08/2011 Comme site: l’ensemble formé par les terrils Saint-Emmanuel et Saint-Patrice | classé comme ensemble architectural le 20 juin 1996 et comme ensemble architectural et site le 22 août 2011 · Patrimoine mondial | B4/G      |                                   |              |
| La Louvière+Le Rœulx/Thieu                | Ascenseurs à bateau de Strepy-Thieu                                              | Comme monument: les ascenseurs hydrauliques 1, 2, 3 et 4 sur Canal du Centre, pont-levis de Thieu, salle des machines des ascenseurs 2 et 3 Comme site: l’ensemble formé par les monuments classés et les berges boisées, entre les ascenseurs n°1 et n°4 | classé comme monument et site le 22 septembre 1992 et 1er février 2001 · Patrimoine mondial                                      | B4/D/F    |                                   |              |
| Le Rœulx                                  | Château des Princes de Croÿ                                                      | Les façades et toitures du château des Princes de Croÿ, le vestibule d’entrée, l’escalier monumental ainsi que le grand palier et le lanternon, le grand salon, la cuisine voûtée, les salons (rond, blanc et chinois), les chambres d’apparat ayant conservé leur aménagement du XVIIIe siècle | classé comme monument le 25 novembre 1963                                                                                        | E         |                                   |              |
| Lessines                                  | Hôpital Notre-Dame à la Rose                                                     | Les bâtiments de l'ancienne hôpital, à l’exception de l’orgue de la chapelle, des bâtiments annexes tardifs, de la ferme avec dépendances et de l’ancien cimetière des religieuses | classé comme monument le 14 mars 1940                                                                                            | D         |                                   |              |
| Lobbes                                    | Église Saint-Ursmer                                                              | L’ensemble de la collégiale, à l’exception de l’orgue ainsi que de la tour de croisée et du porche ouest, tous deux tardifs | classé comme monument le 25 mai 1943                                                                                             | D         |                                   |              |
| Momignies                                 | Tilleul de Macon                                                                 | L’ensemble formé par le Vieux Tilleul de Mâcon et l’architecture de poteaux et de poutres le soutenant | classé comme site le 16 septembre 1942                                                                                           | B1        |                                   |              |
| Mons                                      | Collégiale Sainte-Waudru                                                         | La totalité de la collégiale Sainte-Waudru, à l’exception de la partie instrumentale de l’orgue | classé comme monument le 15 janvier 1936                                                                                         | D         | 50° 27′ 12″ N, 3° 56′ 50,9″ E     |              |
| Mons                                      | Hôtel de ville                                                                   | L'hôtel de ville | classé comme monument le 30 mai 1936                                                                                             | C         | 50° 27′ 17,9″ N, 3° 57′ 08,52″ E  |              |
| Mons                                      | Beffroi                                                                          | Le beffroi du XVIIe siècle | classé comme monument le 15 janvier 1936 · Patrimoine mondial                                                                    | C         | 50° 27′ 15″ N, 3° 57′ 00,4″ E     |              |
| Mons                                      | Ancien château comtal                                                            | Les vestiges de l’enceinte castrale des comtes de Hainaut | classé comme site le 16 décembre 1976 et comme monument 18 août 1982                                                             | A1        |                                   |              |
| Mons                                      | Église Saint-Nicolas-en-Havré                                                    | Le buffet de l'orgue et le mobilier du XVIIIe siècle | classé comme monument le 15 avril 1939                                                                                           | D         |                                   |              |
| Mons                                      | Immeuble Au Blan Lévrié                                                          | La façade avant de l'immeuble | classé comme monument le 29 mai 1952                                                                                             | H         |                                   |              |
| Mons                                      | Tour Valenciennoise                                                              | La totalité de la tour, sauf les ajouts modernes | classé comme monument le 4 novembre 1976                                                                                         | E         | 50° 27′ 30,28″ N, 3° 57′ 31,16″ E |              |
| Mons                                      | Maison Losseau                                                                   | Les aménagements et décors intérieurs du rez-de-chaussée, de la montée de l'escalier, du palier du 1er étage et des salons s’y ouvrant | classé comme monument le 20 avril 1982 (façade et toiture) et le 21 novembre 1983 (intérieur)                                    | I         |                                   |              |
| Mons                                      | Anciennes carrières de la Malogne                                                | L’ensemble formé par les anciennes carrières souterraines | classé comme site le 19 novembre 1990                                                                                            | B7        |                                   |              |
| Mons/Spiennes                             | Minières néolithiques de silex de Spiennes                                       | Comme monument: les minières néolithiques de silex de Spiennes ainsi que les témoins de l’extraction du silex à l’époque historique Comme site : les minières néolithiques de silex, le village à enceinte néolithique et les vestiges paléolithiques ainsi que les témoins de l’exploitation du silex à l’époque historique, tels que repris dans les arrêtés du 07/11/1991 et 01/04/2015 | classé comme monument et site le 7 novembre 1991 et le 1er avril 2015 · Patrimoine mondial                                       | A1        | 50° 25′ 50″ N, 3° 58′ 43″ E       |              |
| Morlanwelz                                | Domaine de Mariemont                                                             | Le parc et la drève d'accès plantée de hêtres | classé comme site le 3 septembre 2003                                                                                            | B2        |                                   |              |
| Mouscron                                  | Orgues de l'église Saint-Barthélémy                                              | La totalité de l'orgue, buffet et instrument | classé comme Monument le 17 décembre 1981                                                                                        | D         |                                   |              |
| Péruwelz/Bon-Secours                      | Basilique Notre-Dame de Bon-Secours                                              | La basilique Notre-Dame de Bon-Secours | classé comme monument le 23 janvier 2001                                                                                         | D         |                                   |              |
| Pont-à-Celles/Liberchies-Les Bons Villers | Site archéologique des "Bons Villers" à Liberchies et du "Castellum" à Brunehaut | Comme site archéologique : le Castellum à Liberchies-Brunehaut Comme site : l’ensemble de l’agglomération gallo-romaine des Bons Villers | classé comme site le 18 novembre 1992 et comme site architecturaux le 18 novembre 1994                                           | A1        |                                   |              |
| Seneffe                                   | Château de Seneffe                                                               | Comme monument : le château avec ses ailes en retour et le théâtre Comme site : l’ensemble formé par le château, ses dépendances, le parc, les étangs qui les entourent et l’allée menant au château | classé comme site le 24 décembre 1958                                                                                            | B2/B5/E   |                                   |              |
| Soignies                                  | Collégiale Saint-Vincent                                                         | L'ensemble de l'édifice à l’exception de l’orgue | classé comme monument le 10 novembre 1941                                                                                        | D         |                                   |              |
| Thuin                                     | Beffroi                                                                          | La totalité du beffroi | classé comme monument le 24 mai 1949 · Patrimoine mondial                                                                        | C         |                                   |              |
| Thuin                                     | Les Jardins suspendus                                                            | L'ensemble formé par les "Jardins suspendus" | classé comme site le 29 mars 1976                                                                                                | B6        |                                   |              |
| Thuin/Gozée                               | Ancienne Abbaye d'Aulne                                                          | Comme monument: les ruines médiévales de l’ancienne abbaye Comme site :l’ensemble formé par l’ancienne abbaye et les terrains environnants, tel que repris dans l’arrêté du 24/04/1991 | classé comme site le 25 juin 1980 et comme monument et site le 24 avril 1991                                                     | A1/B3/D   |                                   |              |
| Tournai                                   | Cathédrale Notre-Dame                                                            | La totalité de la cathédrale, à l’exception de l’orgue de chœur | classé comme monument le 5 février 1936 · Patrimoine mondial                                                                     | D         |                                   |              |
| Tournai                                   | Beffroi                                                                          | La totalité du beffroi | classé comme monument le 15 septembre 1936 · Patrimoine mondial                                                                  | C         |                                   |              |
| Tournai                                   | Église Saint-Jacques                                                             | La totalité de l'église, à l’exception de la partie instrumentale de l’orgue | classé comme monument le 15 septembre 1936                                                                                       | D         |                                   |              |
| Tournai                                   | Maisons des Jésuites, rue des Jésuites 12-14-16                                  | Les façades avants et les toitures | classé comme monument le 15 septembre 1936 et le 30 juin 1953                                                                    | H         |                                   |              |
| Tournai                                   | Musée des Beaux-Arts                                                             | La totalité du musée dû à Horta | classé comme monument le 13 octobre 1980                                                                                         | C         |                                   |              |
| Tournai                                   | Tour d’enceinte Tour Henri VIII                                                  | La totalité de la tour du XVIe siècle | classé comme monument le 10 juin 1963                                                                                            | E         |                                   |              |

## Province de Liège
| Commune                                 | Bien                                                                            | Parties concernées | Date du classement                                                                                               | Typologie | Géolocalisation                                                  | Illustration |
| --------------------------------------- | ------------------------------------------------------------------------------- | --- | --- | --------- | ---------------------------------------------------------------- | ------------ |
| Amay                                    | Collégiale Saint-Georges et Sainte-Ode                                          | La totalité de l'église, à l'exception de l'orgue | classé comme monument le 1er août 1933                                                                           | D         | 50° 32′ 55″ N, 5° 19′ 03″ E                                      |              |
| Amay                                    | Tour romane                                                                     | La totalité de la tour médiévale | classé comme monument le 5 novembre 1965                                                                         | E         | 50° 32′ 45″ N, 5° 19′ 02″ E                                      |              |
| Amay/Flône                              | église abbatiale Saint-Mathieu                                                  | L'orgue, buffet et instrument | classé comme monument le 1er août 1933                                                                           | D         | 50° 33′ 29″ N, 5° 20′ 09″ E                                      |              |
| Amay/Jehay-Bodegnée                     | Château de Jehay                                                                | Les façades et toitures du bâtiment principal ainsi que les caves gothiques | classé comme monument et site le 4 octobre 1974                                                                  | E         | 50° 34′ 38″ N, 5° 19′ 25″ E                                      |              |
| Anthisnes                               | Ferme abbatiale Saint-Laurent                                                   | Les peintures murales de l'ancienne église Saint-Maximin intégrée à la ferme | classé comme monument le 25 novembre 1963                                                                        | I         | 50° 28′ 47″ N, 5° 31′ 30″ E                                      |              |
| Anthisnes/Hody                          | Église Saint-Pierre                                                             | Les décors peints des XVIe et XVIIIe siècles | classé comme monument le 12 février 1985                                                                         | I         |                                                                  |              |
| Awans                                   | Tumulus d'Othée                                                                 | La totalité du tumulus d'Othée | classé comme monument le 29 novembre 1991                                                                        | A2        |                                                                  |              |
| Aywaille/Remouchamps                    | Grottes de Remouchamps et chantoir de Sécheval                                  | La partie souterraine des grottes de Remouchamps | classé comme site le 31 décembre 1941 et le 11 juin 1986                                                         | B7        |                                                                  |              |
| Aywaille/Sougné-Remouchamps             | Vallée du Ninglinspo                                                            | L'ensemble formé par la vallée du Ninglinspo à Sougné-Remouchamps | classé comme site le 8 avril 1949                                                                                | B5        |                                                                  |              |
| Aywaille/Sougné-Remouchamps             | La Heid des Gattes                                                              | L'ensemble formé par la Heid des Gattes | classé comme site le 29 mai 1952                                                                                 | B5        |                                                                  |              |
| Aywaille//Sougné-Remouchamps - Stoumont | Les Fonds de Quareux                                                            | l'ensemble formé par le lit de l’Amblève, dit les «Fonds de Quareux» | classé comme site le 6 février 1970 et le 23 octobre 1978                                                        | B5        |                                                                  |              |
| Blegny                                  | Blegny-Mine                                                                     | Comme monument: les divers bâtiments constituant le puits Marie et divers éléments de l'exploitation charbonnière tels que repris dans l'arrêté du 22/08/2011 Comme site: les deux terrils, l'ensemble formé par les bâtiments de Blegny-Mine et l'allée d'entrée, pavée et bordée de platanes | classé comme monument et site le 22 août 2011 · Patrimoine mondial                                               | B4/F      |                                                                  |              |
| Braives                                 | Tumulus dit «Tombe d'Avennes»                                                   | L'ensemble du tumulus dit «Tombe d'Avennes» | classé comme monument et site le 20 octobre 1978                                                                 | A2        |                                                                  |              |
| Clavier                                 | Château de Vervoz                                                               | L'ensemble formé par le château de Vervoz et les terrains environnants | classé comme site le 26 mai 1986                                                                                 | B6        |                                                                  |              |
| Comblain-au-Pont                        | Les Rochers de Comblain-au-Pont                                                 | L'ensemble formé par les rochers dits « Chession », « Les Roches Noires », « Les Tartines », et « Thier Pirard » | classés comme site le 11 octobre 1948, le 18 juin 1946, le 20 juin 1949, le 4 janvier 1950 et le 26 juillet 1977 | B5        |                                                                  |              |
| Engis                                   | Ehein: Grottes de Lyell et de Rosée                                             | Les grottes de Lyell et de la Rosée | classé comme site le 8 juillet 1977                                                                              | B7        |                                                                  |              |
| Esneux/Neupré                           | Plateau d'Esneux, Roche-aux-faucons et hameau de Ham                            | Le plateau de Beaumont sous Esneux et ses pentes, la Roche au Faucons à Plainevaux, le lit de l'Ourthe et ses berges, jusqu'à leur point le plus élevé, ainsi que les chemins et les sentiers qui les longent et y donnent accès, depuis le pont Neuray d'Esneux au pont d'Hony | classé comme site le 16 mars 1936, le 31 décembre 1948, le 4 mars 1947, le 29 mais 1981                          | B6        |                                                                  |              |
| Faimes                                  | Château de Waleffe Saint-Pierre                                                 | Comme monument: les façades et toitures du château proprement dit, corps central et ailes en retour; les aménagements et décors des pièces suivantes : vestibule et son niveau supérieur, escalier d'honneur, salle à manger, grand salon chinois, salon vert, fumoir, cuisine en sous-sol, chapelle Comme site: l'ensemble formé par le château, ses dépendances et les terrains environnants | classé comme monument et site le 29 mars 1976                                                                    | B2/E      |                                                                  |              |
| Faimes/Celles                           | tumulus de Saives « Tumulus À la tombe »                                        | L'ensemble formé par le tumulus « À la tombe » et ses abords immédiats | classé comme monument et comme site le 6 décembre 1976                                                           | A2        |                                                                  |              |
| Ferrières/Vieuxville                    | Chapelle romane de Vieuxville Chapelle Saints-Pierre-et-Paul                    | les peintures murales (v. 1500) du chœur de la chapelle romane Saints-Pierre-et-Paul | classé comme monument le 1er août 1933                                                                           | I         |                                                                  |              |
| Flémalle                                | Orgues de l'église Saint-Mathias                                                | Le buffet | classé comme site le 3 octobre 1974                                                                              | D         |                                                                  |              |
| Flémalle/Awirs                          | Grottes Schmerling                                                              | L'ensemble des grottes Schmerling | classé comme site le 20 octobre 1978                                                                             | A3        |                                                                  |              |
| Flémalle/Awirs                          | Château d'Aigremont                                                             | La cage d'escalier et le hall d'entrée de 1720 | classé comme monument et site le 16 janvier 1978                                                                 | I         |                                                                  |              |
| Geer/Omal                               | cinq tumuli d'Omal                                                              | l'ensemble formé par les cinq tumulus et leurs abords | classé comme site le 20 novembre 1984                                                                            | A2        |                                                                  |              |
| Hamoir/Xhignesse                        | Église Saint-Pierre                                                             | La totalité de l'église | classé comme monument le 15 mars 1934                                                                            | D         |                                                                  |              |
| Hannut/Avernas-le-Bauduin               | Tumulus à la tombe                                                              | L'ensemble formé par le tumulus d'Avernas-les-Bauduin et ses abords | classé comme monument et site le 29 mars 1976                                                                    | A2        |                                                                  |              |
| Hannut/Merdorp                          | Tumuli de Mirteaux                                                              | L'ensemble formé par les deux tumulus dans le bois des Tombes et leurs abords | classé comme monument et site le 31 mai 1985                                                                     | A2        |                                                                  |              |
| Herstal                                 | Pont de Wandre                                                                  | La totalité du pont haubané | classé comme monument le 6 mai 1993                                                                              | F         |                                                                  |              |
| Huy                                     | Collégiale Notre-Dame                                                           | La totalité de collégiale, à l'exception de l'orgue | classé comme monument le 1er août 1933                                                                           | D         |                                                                  |              |
| Huy                                     | Fontaine le Bassinia                                                            | Comme monument: la totalité de la fontaine du Marché, dite Le Bassinia Comme site: le site de captage de la source et le chenal d'adduction de l'eau vers la fontaine | classé comme monument le 1er août 1933 et comme site le 4 juin 2013                                              | C         |                                                                  |              |
| Liège                                   | Cathédrale Saint-Paul                                                           | La totalité de la cathédrale avec son cloître, à l'exception de l'orgue de tribune et de l'orgue de transept | classé comme monument le 24 juillet 1936                                                                         | D         | Rue Bonne-Fortune no 6 : 50° 38′ 25,21″ N, 5° 34′ 18,31″ E       |              |
| Liège                                   | Basilique Saint-Martin                                                          | La totalité de l'église, à l'exception de la chapelle d'hiver, de l'orgue de la tribune et de l'orgue « Le Picard » démonté | classé comme monument le 15 janvier 1936                                                                         | D         | Mont Saint-Martin no 66 : 50° 38′ 39,52″ N, 5° 33′ 50,81″ E      |              |
| Liège                                   | Église Saint-Barthélemy                                                         | La totalité de l'église, à l'exception de l'aile du cloître et de l'orgue | classé comme monument le 24 juillet 1936                                                                         | D         | Place Saint-Barthélemy no 8 : 50° 38′ 52,6″ N, 5° 34′ 58,88″ E   |              |
| Liège                                   | Église Sainte-Croix                                                             | La totalité de l'église, à l'exception de la partie instrumental de l'orgue | classé comme monument le 15 janvier 1936                                                                         | D         | Rue Sainte-Croix no 17 : 50° 38′ 43,52″ N, 5° 34′ 12,36″ E       |              |
| Liège                                   | Église Saint-Denis                                                              | La totalité de l'église, à l'exception de la partie mécanique de l'orgue | classé comme monument le 24 juillet 1936                                                                         | D         | Place Saint-Denis : 50° 38′ 34,57″ N, 5° 34′ 28,51″ E            |              |
| Liège                                   | Église Saint-Jacques                                                            | La totalité de l'église, y compris l'orgue à buffet de style Renaissance | classé comme monument le 15 janvier 1936                                                                         | D         | Place Saint-Jacques no 8 : 50° 38′ 13,12″ N, 5° 34′ 13,64″ E     |              |
| Liège                                   | Église Saint-Jean l'Évangéliste                                                 | La totalité de l'église, à l'exception de l'orgue | classé comme monument le 25 mai 1952                                                                             | D         | Place Xavier Neujean no 6 : 50° 38′ 34,95″ N, 5° 34′ 01,86″ E    |              |
| Liège                                   | Orgue de la chapelle Saint-Roch en Volière (ancien couvent des Frères Cellites) | Le buffet et orgue (parties conservées du XVIIIe siècle) | classé comme monument le 13 mai 1970                                                                             | F         | Rue Volière no 19 : 50° 38′ 50,6″ N, 5° 34′ 17,5″ E              |              |
| Liège                                   | Église de l'abbaye bénédictine de la Paix Notre-Dame                            | La totalité de l'orgue Le Picard, buffet et instrument, ainsi que le mobilier du chœur des Dames et de la sacristie | classé comme monument le 28 mars 1983                                                                            | D         | Boulevard d'Avroy no 54 : 50° 38′ 06,39″ N, 5° 34′ 02,11″ E      |              |
| Liège                                   | Hôtel de ville                                                                  | Les façades de l'hôtel de ville, la totalité des espaces intérieurs (sauf les combles), l’ensemble de la cour d’honneur avec le perron, les deux bassins en pierre et la grille en hémicycle | classé comme monument le 13 novembre 1942                                                                        | C         | Place du Marché no 2 : 50° 38′ 43,3″ N, 5° 34′ 32,33″ E          |              |
| Liège                                   | Palais des Princes-Évêques                                                      | Façades extérieurs et intérieurs; toitures et charpentes; sous-sols de l'ancien palais, sauf caves du XIXe siècle; les décors intérieurs suivants: l'ancienne chancellerie du Conseil privé de Maximilien-Henri de Bavière, l'escalier dit "royal" et l'escalier dit Conseil ordinaire, les anciens appartements officiels et privés du prince-évêque; le hall d'entrée du Palais provincial, les salles du Conseil provincial et des Pas Perdus; les salons de l'ancienne Maison des États; la salle des assises | classé comme monument le 22 octobre 1973                                                                         | C         | Place Saint-Lambert no 1 : 50° 38′ 46,33″ N, 5° 34′ 25,61″ E     |              |
| Liège                                   | Fontaine monumentale du Perron                                                  | La totalité de la fontaine | classé comme monument le 24 juillet 1936                                                                         | C         | Place du Marché : 50° 38′ 44,39″ N, 5° 34′ 32,35″ E              |              |
| Liège                                   | Cinéma Le Forum                                                                 | La salle du Forum et le péristyle; la façade rue du Mouton Blanc et la cage d'escalier latérale | classé comme monument le 24 juillet 1979 et le 4 juillet 1989                                                    | C         | Rue Pont d’Avroy no 14 : 50° 38′ 26,85″ N, 5° 34′ 13,37″ E       |              |
| Liège                                   | Hôtel d'Ansembourg en Féronstrée                                                | La totalité de l'hôtel d'Ansembourg | classé comme monument le 17 septembre 1941                                                                       | H         | En Féronstrée no 114 : 50° 38′ 49,17″ N, 5° 34′ 55,66″ E         |              |
| Liège                                   | Hôtel de Hayme de Bomal                                                         | Les façades et toitures ainsi que la cage d'escalier, les paliers des 1er et 2e étages et les cinq salons de l'appartement de parade | classé comme monument le 17 septembre 1941                                                                       | H         | En Féronstrée no 122 : 50° 38′ 48,89″ N, 5° 35′ 00,56″ E         |              |
| Liège                                   | Palais Curtius                                                                  | Le bâtiment principal (façades et toitures), trois porches d'entrée, deux cheminées du 1er étage (1604) et peinture murale du r.d.ch | classé comme monument le 14 janvier 1950                                                                         | H         | En Féronstrée no 136 : 50° 38′ 49,34″ N, 5° 35′ 01,38″ E         |              |
| Liège                                   | Hôtel Torrentius                                                                | Les parties Renaissance de l'hôtel Torrentius | classé comme monument le 13 octobre 1969                                                                         | H         | Rue Saint-Pierre no 15 : 50° 38′ 45,02″ N, 5° 34′ 13,98″ E       |              |
| Liège                                   | Salle académique de l’Université                                                | Les façades et toitures ainsi que l'intérieur de la salle académique, à l'exception du mobilier | classé comme monument le 24 janvier 1983                                                                         | C         | Place du XX août no 7 : 50° 38′ 27,71″ N, 5° 34′ 33,41″ E        |              |
| Liège                                   | Athénée Léonie de Waha                                                          | Les façades et toitures de l'aile à rue et de la piscine ainsi que les décors tels que repris dans l'arrêté du 17/05/1999 | classé comme monument le 17 mai 1999                                                                             | C         | Boulevard d'Avroy no 96 : 50° 38′ 10,64″ N, 5° 34′ 03,3″ E       |              |
| Liège                                   | Villa l'Aube de Gustave Serrurier-Bovy                                          | Les façades et toitures de la villa ainsi qu'à l'intérieur: le hall d'entrée, la cage d'escalier, le palier-lingerie et les deux chambres encore pourvues d'aménagements et décors d'origine | classé comme monument le 12 décembre 2001                                                                        | H         | Avenue de Cointe no 2 : 50° 37′ 00,17″ N, 5° 33′ 47,99″ E        |              |
| Liège                                   | Maison Comblen                                                                  | Les décors intérieurs Art nouveau (salon, salle à manger, fumoir, cage d'escalier, hall) | classé comme monument le 4 juillet 1987                                                                          | H         | Rue des Augustins no 33 : 50° 38′ 06,94″ N, 5° 33′ 56,39″ E      |              |
| Liège                                   | Hôtel de Sélys-Longchamps                                                       | Les décors intérieurs de la cage d'escalier et du salon dit "de Lovinfosse" | classé comme monument le 13 mai 1942                                                                             | I         | Mont Saint-Martin no 9 et 11 : 50° 38′ 41,37″ N, 5° 34′ 03,17″ E |              |
| Liège                                   | Immeuble de la Société littéraire de Liège                                      | Les décors des salons du 1er étage côté façade à rue | classé comme monument le 11 septembre 1990                                                                       | I         |                                                                  |              |
| Liège                                   | Pont de Fragnée                                                                 | La totalité du pont de Fragnée, à l'exception des aires de roulage | classé comme monument le 14 mars 1994                                                                            | F         | 50° 37′ 15,24″ N, 5° 34′ 45,77″ E                                |              |
| Liège                                   | Tour cybernétique de Nicolas Schöffer                                           | La tour cybernétique et ses composantes matérielles | classé comme monument le 29 décembre 1997                                                                        | C         | Parc de la Boverie : 50° 37′ 44,55″ N, 5° 34′ 29,63″ E           |              |
| Liège/Wandre                            | Maison rue des Marêts                                                           | Le pignon à pan-de-bois | classé comme monument le 13 janvier 1977                                                                         | H         |                                                                  |              |
| Limbourg                                | Ville haute                                                                     | Anciens remparts, immeubles sis place Saint-Georges, Sur les remparts et Derrière l'église, les pavés de la place Saint-Georges, etc. tels que repris dans l'arrêté du 12/10/1994 | classé comme ensemble architectural le 12 octobre 1994                                                           | G         |                                                                  |              |
| Limbourg                                | Église Saint-Georges                                                            | Totalité de l'église | classé comme monument le 30 décembre 1933                                                                        | D         |                                                                  |              |
| Malmedy                                 | Maison Villers                                                                  | La totalité de la maison Villers, à l'exception de la façade arrière et des annexes sur la cour | classé comme monument le 21 août 1985                                                                            | H         |                                                                  |              |
| Marchin                                 | Château de Belle-Maison                                                         | Les décors intérieurs de la chapelle de 1726-1734 | classé comme monument et site le 16 octobre 1980                                                                 | I         |                                                                  |              |
| Modave                                  | Château des Comtes de Marchin                                                   | Comme monument: la totalité du château Comme site: l'ensemble formé par le château, ses dépendances et le parc | classé comme monument et site le 25 octobre 1946                                                                 | B6/E      |                                                                  |              |
| Pépinster                               | Église Saints-Antoine-Ermite-et-Apolline                                        | La totalité de l'église avec sa décoration intérieure | classé comme monument le 1er février 1996                                                                        | D         |                                                                  |              |
| Saint-Georges                           | Château de Warfusée                                                             | Comme monument: l'entièreté des façades et toitures du château proprement dit et des dépendances des XVIIe et XVIIIe siècles; les aménagements et décors des pièces suivantes du corps de logis: vestibule avec escalier tournant à deux volées; chapelle axiale à l'entresol, salle à manger, salon (anc. salle du Trône) et son antichambre; grand salon ovale; bibliothèque Comme site: l'ensemble formé par le château, ses dépendances, l'orangerie, le parc et les terrains avoisinants                     | classé comme monument le 22 janvier 1973                                                                         | B2/B5/E   |                                                                  |              |
| Saint-Georges                           | Tumulus de Yernawe                                                              | Le tumulus de Yernawe et ses abords | Classé comme site le 30 novembre 1960                                                                            | A2        |                                                                  |              |
| Seraing/Jemeppe-sur-Meuse               | château d'Ordange                                                               | Les décors intérieurs de la chapelle castrale et de la sacristie ainsi que le mobilier immeuble par destination | classé comme monument et site le 22 janvier 1979                                                                 | I         |                                                                  |              |
| Seraing                                 | Ancienne abbaye du Val-Saint-Lambert                                            | Le scriptorium et les fragments d'enduits | classé comme monument et site le 26 novembre 1973                                                                | D         |                                                                  |              |
| Spa                                     | Galerie Léopold II                                                              | La totalité de la galerie Léopold II dans le parc des Sept Heures | classé comme monument le 20 avril 1982                                                                           | C         |                                                                  |              |
| Spa                                     | Waux-Hall                                                                       | Les parties du XVIIIe siècle du Waux-Hall | classé comme monument le 24 juillet 1936                                                                         | C         |                                                                  |              |
| Spa                                     | Ancien établissement thermal                                                    | Les façades intérieures (sur cour) et extérieures ainsi que le perron d'accès et le hall d'entrée | classé comme monument le 3 janvier 1992                                                                          | C         |                                                                  |              |
| Stavelot                                | Ancienne église abbatiale de Stavelot                                           | Les vestiges de l'ancienne abbatiale | classé comme site le 24 décembre 1958 et le 20 juillet 1994                                                      | B3        |                                                                  |              |
| Theux/Franchimont                       | Ruines du château fort de Franchimont                                           | Le bouclier du donjon et l'enceinte du XVIe siècle | classé comme monument le 24 juillet 1936                                                                         | A1/E      |                                                                  |              |
| Trooz/Forêt                             | Fonds de Forêt                                                                  | L'ensemble du site des Fonds de Forêt, y compris la grotte Walou | classé comme site le 20 juin 1949                                                                                | A3        |                                                                  |              |
| Verviers                                | Hôtel de ville de Verviers, place du Marché                                     | La totalité de l'hôtel de ville | classé comme monument le 15 mars 1934                                                                            | C         |                                                                  |              |
| Verviers                                | Grand Théâtre                                                                   | Les façades et les toitures, la grande salle, les halls, escaliers et déambulatoires, le foyer, le parvis | classé comme monument le 15 mars 1934                                                                            | C         |                                                                  |              |
| Visé/Lanaye                             | Montagne Saint-Pierre                                                           | L'ensemble du site des Thiers de Lanaye, des Vignes, de Nivelles et de Caster, tel que repris | classé comme site le 12 octobre 1981 et le 16 décembre 1981                                                      | B5        |                                                                  |              |
| Waremme                                 | Château de Sélys-Longchamps                                                     | Pièce dite "Tente napoléonienne" | classé comme monument et site le 4 février 2014                                                                  | I         |                                                                  |              |
| Waremme                                 | Deux tumuli du Bois des Tombes                                                  | L'ensemble formé par les deux tumulus dans le bois des Tombes et leurs abords | classé comme monument et site le 30 septembre 1981                                                               | A2        |                                                                  |              |
| Wasseiges/Ambresin                      | Deux tumuli du Soleil                                                           | L'ensemble formé par les deux tumulus dits "Tombe du Soleil" et leurs alentours, à proximité de la chaussée romaine | classé comme monument et site le 4 octobre 1974                                                                  | A2        |                                                                  |              |

## Province de Luxembourg
| Commune                          | Bien                                                           | Parties concernées | Date du classement                                                                     | Typologie | Géolocalisation             | Illustration |
| -------------------------------- | -------------------------------------------------------------- | --- | -------------------------------------------------------------------------------------- | --------- | --------------------------- | ------------ |
| Arlon                            | Église Saint-Martin                                            | La totalité de l'église, à l’exception de l’orgue | classée comme monument le 22 juillet 2002                                              | D         | 49° 40′ 57″ N, 5° 48′ 34″ E |              |
| Arlon                            | Deux tours gallo-romaines : la tour Jupiter et la tour Neptune | | classée comme monument le 27 juin 2019                                                 | A1        |                             |              |
| Arlon-Étalle                     | Marais dits du Landbrough                                      | Les marais dits du Landbrough à Heinsch, Hachy, Toernich et Vance | classé comme site le 27 septembre 1972                                                 | B5        |                             |              |
| Bastogne                         | Église Saint-Pierre                                            | La totalité de l'église | classée comme site le 22 février 1938                                                  | D         | 50° 00′ 18″ N, 5° 43′ 17″ E |              |
| Bastogne                         | Porte de Trèves, place de la Porte de Trèves                   | La totalité de la porte | classée comme monument le 22 février 1938                                              | C         |                             |              |
| Bouillon                         | Château fort                                                   | Comme monument: l'ancien château-fort de Bouillon, les remparts, le bastion de Bourgogne et le corps de garde Comme site : l’ensemble formé par ces bâtiments et les terrains environnants | classé comme monument le 26 mai 1975                                                   | B3/E      | 49° 47′ 36″ N, 5° 03′ 58″ E |              |
| Bouillon                         | Boucle de la Semois à Frahan                                   | L'ensemble formé par la boucle de la Semois à Frahan | classé comme site le 14 avril 1997                                                     | B6        | 49° 50′ 03″ N, 5° 00′ 03″ E |              |
| Bouillon/Rochehaut               | Tombeau du Géant                                               | L'ensemble formé par le « Tombeau du Géant » et une série de lieux-dits sur les territoires de Rochehaut, Ucimont, Botassart et Corbion, Sensenruth, tels que repris dans les arrêtés des 06/12/1976 et 24/05/1977                                                                                             | classé comme site le 6 décembre 1976 et le 24 mai 1977                                 | B6        | 49° 48′ 48″ N, 5° 02′ 31″ E |              |
| Durbuy                           | Ancienne Halle                                                 | La totalité de la halle aux blés, dite aussi « Maison espagnole » | classée comme monument le 23 novembre 1976                                             | C         |                             |              |
| Durbuy/Tohogne                   | Eglise Saint-Martin                                            | L'ensemble des peintures murales de la nef | classé comme monument le 10 mars 1948                                                  | I         |                             |              |
| Durbuy/Wéris                     | Dolmens de Wéris                                               | Les dolmens et menhirs du champ mégalithique de Wéris | classé comme monument et site le 4 février 2014 (abrogeant l'arrêté du 4 octobre 1974) | A1/B5     |                             |              |
| Étalle                           | Refuge de Buzenol                                              | L'ensemble formé par le refuge antique fortiﬁé et les ruines des vieilles forges ainsi que leurs environs immédiats à Montauban-sous-Buzenol | classé comme monument et site le 2 décembre 1959                                       | A1        |                             |              |
| Florenville                      | Ruines de l'abbaye d'Orval                                     | Les ruines de l'abbaye médiévale | classé comme site le 17 juin 1971                                                      | A1/D      |                             |              |
| Gouvy/Steinbach                  | Orgues de l'Église des Saints-Pierre-et-Paul                   | La totalité de l'orgue, buffet et instrument | classé comme monument le 29 mars 1976                                                  | D         |                             |              |
| Herbeumont                       | Ruines du château d'Herbeumont                                 | Les ruines du château féodal et leurs abords | classé comme monument et comme site le 24 octobre 1938 et le 7 septembre 1989          | A1        |                             |              |
| Hotton                           | Château de Deulin                                              | Les façades regardant la cour d’honneur, à l’exception des parties remaniées en 1907-1908, et les toitures du château de Deulin, ainsi que le vestibule, le grand salon, l’ancienne salle à manger et le petit salon Louis XVI                                                                                 | classé comme monument et site le 26 février 1981                                       | E         |                             |              |
| Hotton/Melreux                   | Église Saint-Pierre                                            | Les décors intérieurs polychromes | classé comme monument le 30 novembre 1989                                              | I         |                             |              |
| Houffalize                       | Tunnel de Bernistap                                            | Le tunnel de Bernistap et ses abords | classé comme site le 21 avril 1988                                                     | B4        |                             |              |
| Houffalize - La Roche-en-Ardenne | Site du Herou                                                  | Le méandre de l’Ourthe, dit Le Hérou, et alentours | classé comme site le 15 octobre 1937                                                   | B5        |                             |              |
| Houffalize - La Roche-en-Ardenne | Cheslé et le Val de l’Ourthe                                   | Comme site archéologique: la fortiﬁcation du Cheslé de Bérisménil, les anciens chemins ainsi que l’ensemble du méandre de l’Ourthe jusqu’à la rivière Comme site : l’ensemble formé par le site du Cheslé et le val de l’Ourthe entre Maboge et Nisramont, tels que repris dans les deux arrêtés de classement | classé comme site et site archéologique le 12 septembre 2003 et le 11 mai 2010         | A1/B5     |                             |              |
| Houffalize-Vielsalm/Bihain       | Fange du Grand Passage                                         | La Fange du Grand Passage sur le plateau des Tailles | classé comme site le 16 mars 1979                                                      | B5        |                             |              |
| La Roche-en-Ardenne              | La Fange aux Mochettes                                         | La Fange aux Mochettes à Samrée | classé comme site le 1er février 1977                                                  | B5        |                             |              |
| Léglise/Mellier                  | La Forge haute de Mellier                                      | L'ensemble formé par le pont-barrage, les fours à chaux, les anciennes forges et les terrains environnant | classé comme site le 13 octobre 1980                                                   | B4        |                             |              |
| Marche-en-Famenne                | Église Saint-Étienne de Waha                                   | La totalité de l’église, à l’exception de l’orgue | classée comme monument le 13 août 1941                                                 | D         |                             |              |
| Rouvroy                          | Site de Montquintin                                            | Ensemble formé par les ruines du château, la ferme du château, le musée gaumais et les terrains environnants | classés comme monument le 20 novembre 1972 et comme sites le 22 janvier 1973           | A1/B6     |                             |              |
| Saint-Hubert                     | Basilique Saint-Hubert                                         | La totalité de la basilique, à l’exception de la partie instrumentale de l’orgue | classée comme monument le 22 février 1938                                              | D         |                             |              |
| Saint-Hubert                     | Ancien palais abbatial                                         | La totalité de l’ancien palais abbatial du XVIIIe siècle | classé comme monument le 4 juillet 1990                                                | D         |                             |              |
| Tellin                           | Fonderie des cloches                                           | L'intérieur et l'extérieur du bâtiment, y compris les ponts roulants, le four immobilier par destination, les vestiges du four à réverbère et le mobilier spécialisé (formes, outils, etc) | classé comme monument le 7 avril 1999                                                  | F         |                             |              |

## Province de Namur
| Commune                         | Bien                                                                                 | Parties concernées | Date du classement | Typologie | Géolocalisation                 | Illustrations |
| ------------------------------- | ------------------------------------------------------------------------------------ | --- | --- | --------- | ------------------------------- | ------------- |
| Andenne                         | Collégiale Sainte-Begge                                                              | La totalité de la collégiale | classé comme monument le 22 février 1938 | D         |                                 |               |
| Andenne                         | Grottes paléolithiques de Sclayn                                                     | Les grottes paléolithiques de Sclayn | classé comme site et site archéologique le 19 avril 1996 | A3        | 50° 29′ 02″ N, 5° 01′ 33″ E     |               |
| Assesse                         | Donjon de Crupet                                                                     | La totalité du donjon | classé comme monument et site le 22 janvier 1973 | E         |                                 |               |
| Couvin                          | La Caverne de l'Abîme                                                                | Le Trou de l'Abîme, dans l’ensemble formé par le Rocher dit « de la Falaise » | classé comme site le 7 juillet 1976 | A3        |                                 |               |
| Dinant                          | Collégiale Notre-Dame                                                                | La totalité de la collégiale, à l’exception de l’orgue | classé comme monument le 21 avril 1941 | D         |                                 |               |
| Dinant                          | Château de Walzin                                                                    | L'ensemble formé par le château de Walzin, la roche « Al penne » avec, à son sommet, les ruines de Caverenne, y compris l’ensemble boisé La Lesse et une partie de la plaine alluviale | classé comme site le 19 juillet 1997 | B6        |                                 |               |
| Dinant/Anseremme-Falmignoul     | Rochers de Freÿr                                                                     | Les Rochers de Freÿr et leurs abords, comprenant le site de Colebi mais à l’exception de la « darse » d’Anseremme et du lotissement « Destexhe/de Mendiata » | classé comme site le 8 août 1944 et le 3 août 1956 | B5        |                                 |               |
| Dinant/Foy-Notre-Dame           | Église Notre-Dame de Foy                                                             | Totalité de l'édifice | classé comme monument le 1er février 1937 | I         |                                 |               |
| Dinant/Furfooz                  | Fortiﬁcation de Hauterecenne                                                         | la fortiﬁcation de Hauterecenne, dite « Camp romain » à Furfooz | classé comme site le 18 juillet 1980 | A1        |                                 |               |
| Dinant-Yvoir                    | Vallée de la Meuse entre Houx et Bouvignes                                           | Vallée de la Meuse entre Houx et Bouvignes | classé comme site le 22 mai 1985 | B6        |                                 |               |
| Éghezée                         | Vieux chêne de Liernu                                                                | Le Vieux chêne, dans son enclos grillagé | classé comme site le 4 avril 1939 | B1        |                                 |               |
| Fernelmont/Forville             | Trois tumuli de Seron                                                                | les trois Tumuli et leurs abords, au lieu-dit « Campagne des Tombes » | classé comme monument et comme site le 24 mars 1978 | A2        |                                 |               |
| Fernelmont/Noville-les-Bois     | Château de Fernelmont                                                                | La totalité du donjon-porche ainsi que les façades et toitures du château-ferme | classé comme monument le 29 mai 1934 | E         |                                 |               |
| Floreffe                        | Abbaye de Floreffe                                                                   | Comme monument : les bâtiments de l’ancienne abbaye, y compris le moulin-brasserie, mais à l’exception de l’orgue de chœur de l’église abbatiale Comme site : L’ensemble formé par les bâtiments abbatiaux et les terrains environnants, tels que repris dans l’arrêté du 08/11/1977 | classé comme monument le 6 août 1942 et comme monument et site le 8 novembre 1977                                                                                      | B3/D      |                                 |               |
| Florennes                       | Château de Morialmé                                                                  | Les stucs peints du salon dit ″salle d’armes″ | classe comme monument et site le 21 décembre 1979 | I         |                                 |               |
| Fosses-la-Ville                 | Collégiale Saint-Feuillen                                                            | la totalité de la collégiale, à l’exception de l’orgue | classé comme monument le 24 novembre 1941 | D         |                                 |               |
| Gembloux                        | Ancienne abbaye et beffroi de Gembloux                                               | Les façades avant et toitures des bâtiments de l’ancienne abbaye bordant la cour d’honneur(porche, prélature, dépendances)ainsi que l’ancienne église abbatiale, connue comme « beffroi » | classe comme monument le 1er février 1937 ainsi que comme monument le 13 janvier 1977 et le 23 juin 1977 · Patrimoine mondial (beffroi)                                | C/D       |                                 |               |
| Gembloux                        | Château de Corroy-le-Château                                                         | La totalité du château | classé comme monument le 16 mars 1965 et comme site le 10 juin 1982 | E         |                                 |               |
| Gembloux/Grand-Leez             | Moulin à vent Defrenne                                                               | Le moulin à vent avec son mécanisme | classé comme monument le 17 octobre 1962 | F         |                                 |               |
| Gesves/Goyet                    | Grottes de Goyet                                                                     | | classé comme site le 1er octobre 1976 | A3        |                                 |               |
| Gesves/Haltinne                 | Château de Haltinne                                                                  | Les façades et toitures du château ainsi que les douves et l’escalier d’honneur | classé comme monument et site le 11 août 1981 | E         |                                 |               |
| Hastière                        | Château de Freÿr                                                                     | Comme monument : la totalité du château de Freÿr ainsi que le jardin classique à la française, y compris le pavillon Frédéric Salle Comme site : l’ensemble formé par le château, ses dépendances, le jardin français, le domaine qui les entoure et leurs abords | classé comme monument et site le 3 août 1956 et comme monument le 17 avril 1997                                                                                        | B2/E      |                                 |               |
| Houyet                          | Aiguilles de Chaleux                                                                 | La totalité du site tels que repris dans les deux arrêtés des 04/04/1939 et 29/10/1981 | classé comme site le 4 avril 1939 et le 29 octobre 1981 | B5        |                                 |               |
| Houyet/Celles                   | Église Saint-Hadelin                                                                 | L’ensemble de l’église, à l’exception de la chapelle funéraire néoromane nord, de la sacristie et de l’orgue | classé comme monument le 18 juin 1947 | D         |                                 |               |
| Houyet/Celles                   | Château de Vêves                                                                     | Les façades et toitures du château | classé comme monument le 17 septembre 1941 | E         |                                 |               |
| Jemeppe-sur-Sambre              | Grotte de l'Homme de Spy                                                             | L’ensemble formé par la grotte de l’Homme de Spy et les terrains environnants | classé comme monument et site le 30 septembre 1981 | A3        |                                 |               |
| Jemeppe-sur-Sambre/Saint-Martin | Donjon de Villeret                                                                   | La totalité du donjon médiéval de Villeret | classé comme monument et site le 5 septembre 1978 | E         |                                 |               |
| Mettet/Saint-Gérard             | Château de Bossière                                                                  | L’intérieur de la salle à manger ornée de papiers peints panoramiques | classé comme monument et site le 7 mars 1983 | I         |                                 |               |
| Namur                           | Cathédrale Saint-Aubain                                                              | L’ensemble de la cathédrale, à l’exception de l’orgue de chœur et de la partie instrumentale de l’orgue de tribune | classé comme monument le 15 janvier 1936 | D         |                                 |               |
| Namur                           | Citadelle                                                                            | Comme monument: les murailles, à l'exception des murs de soutènement construits pour l’établissement de la route Merveilleuse et de l’ancienne voie de tram; les éléments de fortiﬁcations et de défense suivants : les façades et toitures des tours Joyeuse et César; les façades et toitures des deux tours du Donjon; les façades et toitures de la tour dite de l’Oubliette et de la casemate médiévale; la porte dite de Médiane; la porte de Bordial; le Fort d’Orange; la Rampe Verte et le chemin de ronde, les escaliers situés au niveau du Grognon; les « 120 degrés »; les casemates et ouvrages souterrains; le stade des Jeux (hors esplanade) et le théâtre de verdure Comme site : l’ensemble de la citadelle de Namur, tel que repris dans l’arrêté du 19/02/1991 | classé comme monument le 16 octobre 1975, 14 février 1977, le 7 avril 1977, le 2 mai 1996, le 21 décembre 1998 et le 27 novembre 2011 et comme site le 19 février 1991 | B3/C/E    |                                 |               |
| Namur                           | Église Notre-Dame                                                                    | L’ensemble de l’église, à l’exception de l’orgue | classé comme monument le 15 janvier 1936 | D         |                                 |               |
| Namur                           | Église Saint-Loup                                                                    | L'ensemble de l’église, à l’exception de l’orgue | classé comme monument le 15 janvier 1936 | D         |                                 |               |
| Namur                           | Ancienne Halle al'Chair                                                              | L'ancienne boucherie dite halle « al Chair », devenue musée archéologique | classé comme monument le 15 janvier 1936 | C         |                                 |               |
| Namur                           | Arsenal de Namur                                                                     | Les façades, charpentes et toitures de l’ancien arsenal | classé comme monument le 11 juillet 1972 | C         |                                 |               |
| Namur                           | Beffroi de Namur                                                                     | La totalité du beffroi | classé comme site le 15 janvier 1936 · Patrimoine mondial | C         |                                 |               |
| Namur                           | Hôtel de Groesbeeck - de Croix                                                       | La totalité de l'ancien Hôtel de Groesbeek de Croix | classé comme monument le 29 mai 1934 | E         |                                 |               |
| Namur                           | Hôtel de Gaiffier d'Hestroy                                                          | Les stucs des façades du corps avant | classé comme monument le 24 avril 1944 | I         |                                 |               |
| Namur                           | Le stade des jeux (hors esplanade) et le théâtre de verdure de la citadelle de Namur | La totalité du monument classé | classé comme monument le 27 novembre 2015 | C         |                                 |               |
| Namur/Marche-les-Dames          | Rochers de Marche-les-Dames                                                          | L’ensemble des Rochers de Marche-les-Dames | classé comme site le 30 décembre 1933 | B6        |                                 |               |
| Namur/Marche-les-Dames          | Abbaye du Vivier à Marche-les-Dames                                                  | Les bâtiments et murailles, à l’exception des constructions postérieures à la ﬁn du XVIIIe siècle | classé comme monument le 22 janvier 1969 | D         |                                 |               |
| Ohey                            | Château d'Hodoumont                                                                  | l’ensemble formé par le château, ses dépendances et le parc, en ce compris la pyramide de pierre, les bassins reliés par l’étroit canal ﬂanqué de deux pyramidions de pierre, la charmille, l’allée de tilleuls axée sur la cour d’honneur, l’allée double de hêtres au sud, l’allée de tilleuls en bordure de la route vers Goesnes | classé comme monument et site le 31 mars 1983 | B2        |                                 |               |
| Ohey/Goesnes                    | Château-ferme de Baya                                                                | Les stucs du vestibule et du grand salon ainsi que les plafonds peints du petit salon, de l’ancienne cuisine et du cabinet du maître de maison | classé comme monument le 25 juin 1984 | I         |                                 |               |
| Ohey/Libois                     | Chapelle Saint-Hubert                                                                | Les décors intérieurs polychromes | classé comme monument et site le 19 avril 1977 | I         |                                 |               |
| Onhaye/Falaën                   | Château de Montaigle                                                                 | L’ensemble formé par les ruines du château de Montaigle et les terrains environnants | classé comme site le 25 octobre 1946, comme monument 5 novembre 1965 et comme site le 11 septembre 1981                                                                | A1/B3     |                                 |               |
| Rochefort                       | Château de Lavaux-Sainte-Anne                                                        | La totalité du château, à l’exception des dépendances | classé comme monument le 1er février 1937 | E         |                                 |               |
| Rochefort/Han-sur-Lesse         | L’Anticlinal de la Cluse du Ry d'Ave                                                 | L'ensemble formé par l’Anticlinal et les terrains communaux de part et d’autre de la Cluse du Ry d’Ave | classé comme site le 26 mai 1982 | B5        |                                 |               |
| Sombreffe                       | Château-ferme de Sombreffe                                                           | Les parties médiévales du château-ferme | classé comme monument le 25 novembre 1971 | E         |                                 |               |
| Viroinval/Nismes                | Site du Fondry des Chiens                                                            | L'ensemble formé par le Fondry des chiens et la pelouse calcaire du Tienne Saint-Anne qui le jouxte | classé comme site le 4 septembre 2002 | B5        | 50° 04′ 09,1″ N, 4° 33′ 23,1″ E |               |
| Viroinval/Nismes-Dourbes        | La Roche à Lomme et la Montagne-aux-Buis                                             | L'ensemble formé par la Roche à Lomme et la Montagne-aux-Buis, dite aussi le Tienne aux Pauquis | classé comme site le 20 octobre 1947 | B5        |                                 |               |
| Walcourt                        | Basilique Notre-Dame                                                                 | L'ensemble de la basilique, ancienne collégiale Saint-Materne, à l’exception de l’orgue | classé comme monument le 13 août 1941 | D         |                                 |               |
| Yvoir                           | Ruines du château de Poilvache                                                       | L'ensemble formé par les ruines du château de Poilvache et leurs abords | classé comme monument le 6 octobre 1997 et comme site le 30 Août 1982                                                                                                  | A1/B3     |                                 |               |

## Typologie
- A. Sites archéologiques de caractère exceptionnel
A1 Sites archéologiques de caractère général
A2 Tumulus hesbignons
A3 Sites à fossiles humains néandertaliens
- B. Sites de caractères exceptionnels
B1. Arbres
B2. Parcs et jardins
B3. Sites historiques
B4. Site industriels
B5. Sites naturels
B6. Sites paysagers
B7. Sites souterrains
- C. Bâtiments civils publics
- D. Lieux de culte & philosophiques, abbayes, couvents, chapelles, orgues, mausolées
- E. Châteaux, donjons, tours, fermes, fermes-châteaux, jardins historiques
- F. Bâtiments industriels, ponts et ouvrages hydrauliques
- G. Ensembles architecturaux
- H. Maisons et hôtels particuliers
- I. Décors